# Медина, Мануэль (актёр)
Мануэль Медина (исп. Manuel Medina Lopez) (15 августа 1972, Гвадалахара, Халиско, Мексика) — известный мексиканский актёр театра и кино, а также театральный продюсер, режиссёр и сценарист.

## Биография
Родился 15 августа 1972 года в Гвадалахаре. В мексиканском кинематографе дебютировал в 1995 году и с тех пор снялся в 8 работах в кино и телесериалах. Телесериал Мачеха принёс актёру неимоверную популярность, ибо своего героя, злодея Каденаса он сыграл блестяще. Обучался актёрскому мастерству в Лондоне в Royal Central School of Speech and Drama. В основном актёр исполнял роль злодеев, также широко известен в театральном направлении в качестве актёра, продюсера, режиссёра и сценариста.

## Фильмография
1
Жестокий мир (сериал, 2006 – 2007)
Mundo de fieras ... Pedro
2
Amor (2006)
3
Злопамятность (2005)
Rencor
4
Cafe Estres (2005)
5
Мачеха (сериал, 2005 – 2007)
La madrastra ... El Cadenas
6
Тайна миндальных деревьев (2004)
El misterio de los almendros ... Javier / Gilberto
7
Партнеры (сериал, 1998 – 2002)
Compañeros
8
Семейный врач (сериал, 1995 – 1999)
Médico de familia